# نخستین کابینه دولت اسرائیل

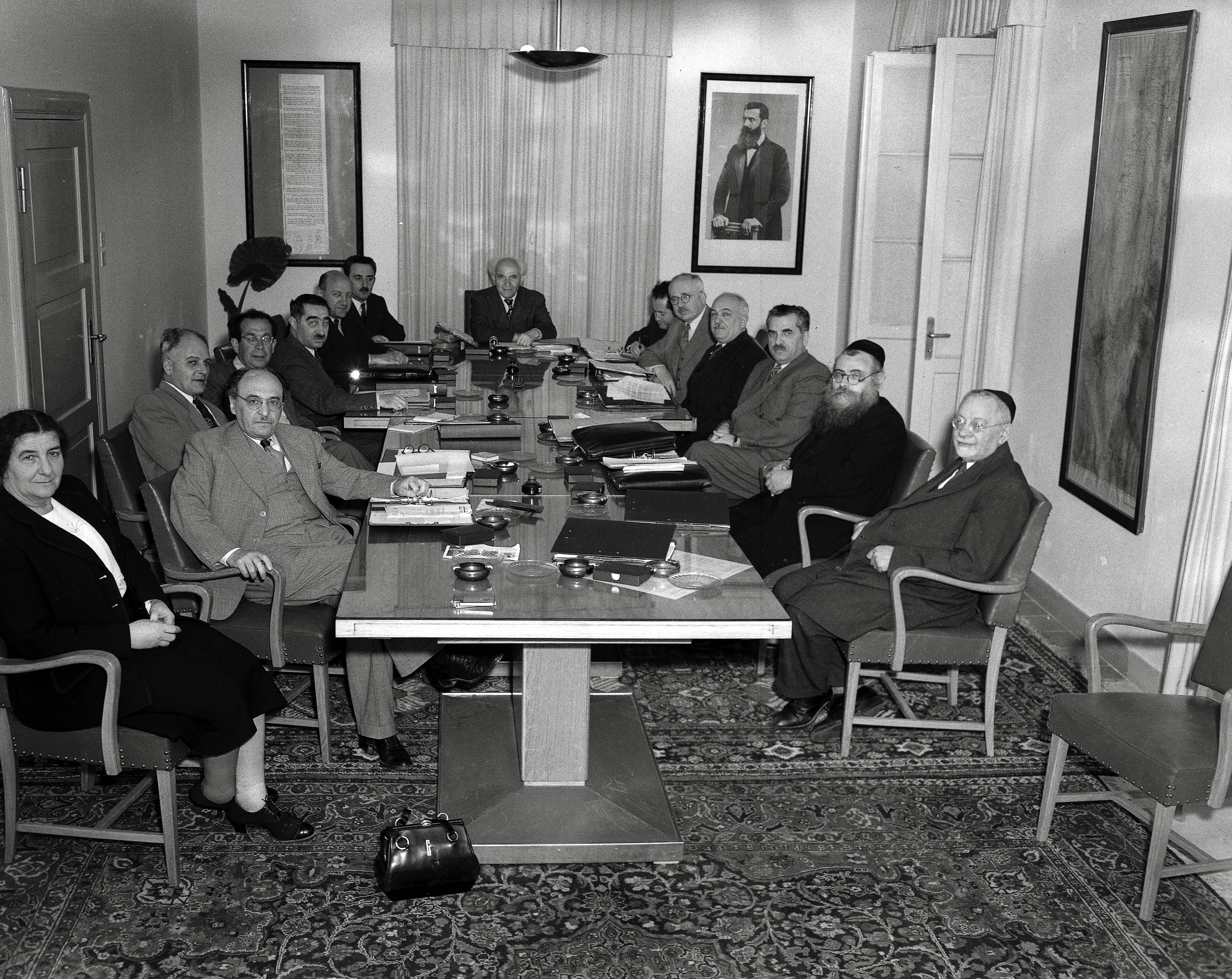
نخستین دولت اسرائیل در ۱ مه ۱۹۴۹. چپ-راست: گلدا میر، زالمان شاذر، بچور-شالوم شیتریت، زوی میمون (متخصص نگارش دولت)، داو یوسف، الیازر کاپلان، موشه شارت، نخست‌وزیر دیوید بن گوریون، زئوف شرف (دبیر کابینه)، پینچاس روزن، دیوید ریمز، هایم موشه شاپیرا، ییتزاک میر لوین، یهودا لایب میمون.

نخستین دولت اسرائیل توسط دایوید بن گوریون در ۸ مارس ۱۹۴۹، یک ماه و نیم پس از انتخابات نخستین دوره کنست، تشکیل شد. حزب ماپای به رهبری بن گوریون ائتلافی با جبهه متحد مذهبی، حزب پیشرو، جوامع سفاردی و شرقی و لیست دموکراتیک ناصره تشکیل داد و در آن ۱۲ وزیر حضور داشتند.
قانون قابل توجهی که در دولت اول تصویب شد، یک قانون در سال ۱۹۴۹ بود که تحصیلات اجباری را برای همه کودکان بین ۵ تا ۱۴ سال در نظر می‌گرفت.
بن گوریون پس از اعتراض جبهه متحد دینی به تقاضای وی مبنی بر تعطیلی وزارت تأمین و سهمیه بندی و اختلاف نظر در تعیین وزیر تجارت و صنایع و همچنین مسائل مربوط به تحصیل در اردوگاه‌های مهاجران جدید، در ۱۵ اکتبر ۱۹۵۰ استعفا داد.
| کابینه                                  | کابینه            | کابینه | کابینه                  |
| وزارت                                   | شخص               | حزب    | حزب                     |
| --------------------------------------- | ----------------- | ------ | ----------------------- |
| نخست‌وزیر وزیر دفاع                      | دیوید بن گوریون   |        | ماپای                   |
| وزیر کشاورزی وزیر سهمیه بندی و تأمین    | دوف یوسف          |        | ماپای                   |
| وزیر آموزش و فرهنگ                      | زالمان شائزیر     |        | ماپای                   |
| وزیر امور خارجه                         | موشه شارت         |        | ماپای                   |
| وزیر دارایی وزیر تجارت و صنایع          | الیازر کاپلان     |        | ماپای                   |
| وزیر بهداشت وزیر مهاجرت وزیر امور داخلی | هایم-موشه شاپیرا  |        | جبهه متحد دینی          |
| وزیر دادگستری                           | پینچاس روزن       |        | حزب پیشرو               |
| وزیر کار و تأمین اجتماعی                | گلدا میر          |        | ماپای                   |
| وزیر پلیس                               | بشور شالوم شیتریت |        | انجمن‌های سفاردیم و شرقی |
| وزیر ادیان و قربانیان جنگ               | یهودا لیب میمون   |        | جبهه متحد دینی          |
| وزیر حمل و نقل                          | داوید رمتس        |        | ماپای                   |
| وزیر رفاه                               | اسحاق-مئیر لوین   |        | جبهه متحد دینی          |